# Сельское поселение «Верхне-Куэнгинское»
Се́льское поселе́ние «Верхне-Куэнгинское» — муниципальное образование в Сретенском районе Забайкальского края Российской Федерации.
Административный центр — село Верхняя Куэнга.

## История
Статус и границы сельского поселения установлены Законом Читинской области от 19 мая 2004 года «Об установлении границ, наименований вновь образованных муниципальных образований и наделении их статусом сельского, городского поселения в Читинской области».

## Население
| 2010 | 2011 | 2012 | 2013 | 2014 | 2015 | 2016 |
| ---- | ---- | ---- | ---- | ---- | ---- | ---- |
| 687  | ↘683 | ↘665 | ↘638 | ↘624 | ↗626 | ↘610 |
| 2017 | 2018 | 2019 | 2020 | 2021 |      |      |
| ↘597 | ↘571 | ↗580 | ↗581 | ↘526 |      |      |

## Состав сельского поселения
| № | Населённый пункт | Тип населённого пункта       | Население |
| - | ---------------- | ---------------------------- | --------- |
| 1 | Болотово         | село                         | ↘175      |
| 2 | Верхняя Куэнга   | село, административный центр | ↘390      |
| 3 | Шапка            | разъезд                      | ↘12       |